# Липники (Борисовський район)
Липники (біл. вёска Ліпнікі) — село в складі Борисовського району Мінської області, Білорусь. Село підпорядковане Лошницькій сільській раді, розташоване в північно-східній частині області.